# Cavtat
Cavtat (també coneguda en italià com a Ragusavecchia) és una ciutat de Croàcia, a 18 km a l'est de Dubrovnik, a la zupània de Dubrovnik-Neretva, amb 2.000 habitants, situat a la badia de Zupa.
La seva activitat principal és el turisme. El port està tancat per dues penínsules, al sud-oest Sustjepan (amb els illots de Bobara i Mrkan) i a l'est la de Rat, a l'est de la qual hi ha la badia de Tiha. Té platges fins al cap Prahhljevac. L'aeroport proper a la ciutat es diu Cilipi i serveix per Dubrovnik.

## Història
Epidaure d'Il·líria (en grec antic Ἐπίδαυρος, en llatí Epidaurus i també Epidaurum, il·liri Zaptal, croat Cavcat) era una ciutat marítima d'Il·líria fundada pels grecs el segle iv aC. Es menciona per primera vegada durant la segona guerra civil entre Juli Cèsar i Pompeu, quan es va declarar a favor del primer. Va ser assetjada per Marc Octavi però es va salvar per l'arribada del tribú Publi Vatini. Segons Plini el Vell va ser una colònia romana. Com les ciutats anomenades Epidaure del Peloponès, aquesta ciutat tenia com a déu principal a Asclepi.
A la guerra gòtica va ser ocupada per la flota manada per Constancià, general de Justinià I. Després, en algun moment desconegut proper al 614, va ser destruïda per la invasió dels eslaus, i els habitants es van refugiar a una illa i, units a un assentament eslau, van formar el nucli de Ragusa Vecchia (o Ragusavecchia) que es va dir Civitas vetus i va originar la ciutat de Ragusa (Dubrovnik).